# Prune Amere
Prune Amere es una variedad cultivar de ciruelo (Prunus domestica), de las denominadas ciruelas europeas. Una variedad de ciruela antigua, Valonia (Bélgica) sus progenitores son desconocidos. Las frutas tienen un tamaño medio, alargado, ovoide, ligeramente dentado por ambos lados, con la sutura clara dividiendo la ciruela en una mitad alta más ancha y una mitad corta más estrecha, color de piel rojo púrpura sobre un fondo verde amarillento, punteado numerosos, pequeños, de color marrón rojizo, y pulpa de color verde amarillento a amarillo anaranjado, textura firme, poco jugo, de sabor agridulce.

## Sinonimia
- "Amere".

## Historia
'Prune Amere' variedad de ciruela, variedad valona antigua, de la que se desconocen sus progenitores.
'Prune Amere' está cultivada en diversos bancos de germoplasma de cultivos vivos, tales como en National Fruit Collection (Colección Nacional de Fruta) de Reino Unido con el número de accesión: 1951-088 y Nombre Accesión : Prune Amere. Recibido por "The National Fruit Trials" (Probatorio Nacional de Fruta), para evaluar sus características en 1951, procedente de la "Station de Recherches", Gante, Bélgica.

## Características
'Prune Amere' árbol muy sano que produce mucho fruto. Las ramas pueden romperse, por lo que es aconsejable realizar un aclarado. Las frutas se caen rápidamente. Autopolinizante. Flor blanca, que tiene un tiempo de floración que comienza a partir del 20 de abril con el 10% de floración, para el 24 de abril tiene una floración completa (80%), y para el 4 de mayo tiene un 90% de caída de pétalos.
'Prune Amere'  tiene una talla de tamaño mediano (promedio 25.60 g), de forma alargado, ovoide, ligeramente dentado por ambos lados, con la sutura clara dividiendo la ciruela en una mitad alta más ancha y una mitad corta más estrecha, piel bastante dura, con abundante pruina azulado violácea, siendo el color de la piel rojo púrpura sobre un fondo verde amarillento, punteado numerosos, pequeños, de color marrón rojizo, conspicuos; pedúnculo corto (promedio 9.26 mm), que permanece unido a las ramas; pulpa de color verde amarillento a amarillo anaranjado, textura firme, poco jugo, de sabor agridulce.
Hueso semi adherido en algunas ocasiones firmemente adherido, ovalada alargada, turgente, áspera y picada, puntiaguda en la base, roma en el ápice, sutura ventral bastante ancha, superficialmente surcada, roma, sutura dorsal con un surco ancho y poco profundo.
Su tiempo de recogida de cosecha es medio, se inicia en su maduración en la tercera decena de julio y primera decena de agosto. Los frutos no maduran simultáneamente, por lo que es necesaria su recolección. Existe una subvariedad más pequeña, que madura entre 5 y 6 días más tarde.

## Usos
Debido a su sabor bastante agrio es de poco valor como ciruela fresca de postre, pero una excelente variedad culinaria, y especialmente indicada como ciruela seca y en conservas.